# La Cabanasse
La Cabanasse (La Cabanassa en idioma catalán) es una localidad  y comuna francesa, situada en el departamento de Pirineos Orientales en la región de Languedoc-Rosellón y la comarca histórica de la Alta Cerdaña.
A sus habitantes se les conoce por el gentilicio cabanassiens en francés o cabanassenc, cabanassenca en catalán.
Había tenido un antiguo hospital de peregrinos  de un priorato benedictino llamado Santa María del Coll de la Perxa.

## Geografía

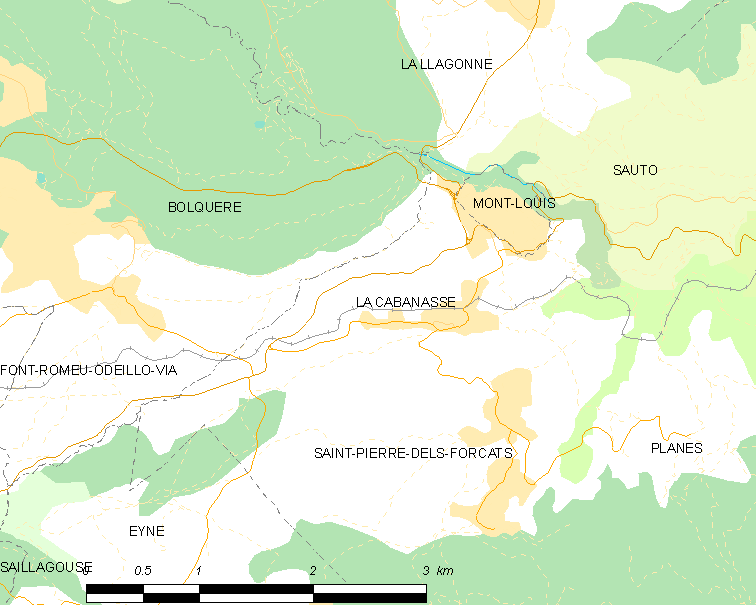
Situación de La Cabanasse

## Demografía
| 266 | 452 | 589 | 526 | 577 | 622 |
| Para los censos de 1962 a 1999 la población legal corresponde a la población sin duplicidades (Fuente: INSEE [Consultar]) |     |     |     |     |     |

(Población sans doubles comptes según la metodología del INSEE).